# Stephen Sunday
Stephen Obayan Sunday (Lagos, 17. rujna 1988.) je bivši nigerijski nogometaš sa španjolskim državljanstvom.  Bio je profesionalni nogometaš, poznatiji po nadimku Sunny. Igrao je na poziciji veznog.

## Trofeji

### Valencia
- Copa del Rey: 2007/08.